# Parapsis
Parapsis (l.mn. parapsides) – część śródtułowia owadów z rzędu błonkówek.
Parapsis stanowi boczny płat tarczki śródplecza i wchodzi w skład alinotum (grzbietowa część skrzydłotułowia). Od środkowego jej płata oddzielony jest szwem, bruzdą lub linią parapsydialną, a od strony bocznej listewką paraskutalną (ang. carinae parascutalis).